# 南宁师范大学师园学院
南宁师范大学师园学院，是位于广西壮族自治区南宁市江南区的一所民办本科独立学院，由南宁师范大学参与举办。

## 历史
2002年4月，广西师范学院师园学院成立。2018年6月，中华人民共和国教育部批准广西师范学院更名为南宁师范大学，该院相应更名为南宁师范大学师园学院。
2020年7月13日，广西壮族自治区教育厅发布《自治区教育厅关于征求〈全区独立学院转设总体方案（征求意见稿）〉意见的函》（桂教函〔2020〕892号），建议于2021年将南宁师范大学师园学院转设为民办本科高校广西对外贸易学院，校部搬迁至防城港市。定位为以港口贸易、向海经济类专业为特色的应用型本科学校。
学校规划占地面积25万平方米，规划总建筑面积为20万平方米。